# جی‌وی
جی‌وی (انگلیسی: GV) شرکت سرمایه‌گذاری آمریکایی است، که در سال ۲۰۰۹ توسط شرکت گوگل تأسیس شد. GV در گذشته با نام گوگل ونچرز (Google Ventures) شناخته می‌شد، این شرکت بازوی سرمایه‌گذاری جسورانه شرکت Alphabet Inc بود که Bill Maris آن را تاسیس کرده. جی‌وی سرمایه اولیه و رشد شرکت‌های فناوری را تأمین می‌کند. این شرکت به طور مستقل از Google فعالیت می‌کند و از نظر مالی تصمیمات سرمایه‌گذاری جداگانه‌ای می گیرد. GV به دنبال سرمایه گذاری در شرکت های نوپا در زمینه های مختلف از اینترنت ، نرم افزار و سخت افزار گرفته تا علوم زیستی ، بهداشت ، هوش مصنوعی ، حمل و نقل ، امنیت سایبری و کشاورزی است.  GV با نام طولانی‌تر Google Ventures در سال 2009 تاسیس شد و دفاتر آن در شهرهای مختلف مانند سانفرانسیسکو، نیویورک، کمبریج و لندن قرار دارد.